# Rasmus Quaade
Rasmus Christian Quaade (Copenhague, 7 de enero de 1990) es un deportista danés que compitió en ciclismo en las modalidades de pista, especialista en la prueba de persecución por equipos, y ruta.
Participó en dos Juegos Olímpicos de Verano, obteniendo la medalla de bronce en Río de Janeiro 2016, en la prueba de persecución por equipos (junto con Lasse Norman Hansen, Niklas Larsen, Frederik Madsen y Casper von Folsach), y el quinto lugar en Londres 2012, en persecución por equipos.
Ganó tres medallas en el Campeonato Mundial de Ciclismo en Pista entre los años 2013 y 2016, y dos medallas en el Campeonato Europeo de Ciclismo en Pista, plata en 2011 y bronce en 2015.
Se retiró de la competición al final del año 2021. Desde 2023 es director deportivo del equipo danés CO:PLAY-Giant Store.

## Medallero internacional
| Juegos Olímpicos   | Juegos Olímpicos         | Juegos Olímpicos  | Juegos Olímpicos        |
| Año                | Lugar                    | Medalla           | Competición             |
| ------------------ | ------------------------ | ----------------- | ----------------------- |
| 2016               | Río de Janeiro (Brasil)  | Medalla de bronce | Persecución por equipos |
| Campeonato Mundial |                          |                   |                         |
| Año                | Lugar                    | Medalla           | Competición             |
| 2013               | Minsk (Bielorrusia)      | Medalla de bronce | Persecución por equipos |
| 2014               | Cali (Colombia)          | Medalla de plata  | Persecución por equipos |
| 2016               | Londres (Reino Unido)    | Medalla de bronce | Persecución por equipos |
| Campeonato Europeo |                          |                   |                         |
| Año                | Lugar                    | Medalla           | Competición             |
| 2011               | Apeldoorn (Países Bajos) | Medalla de plata  | Persecución por equipos |
| 2015               | Grenchen (Suiza)         | Medalla de bronce | Persecución por equipos |

1. ↑  Compitió en la ronda de clasificación.

## Palmarés

### Pista
2013
- 3.º en el Campeonato Mundial Persecución por Equipos (haciendo equipo con: Lasse Norman Hansen, Casper von Folsach y Mathias Møller Nielsen)

2014
- 2.º en el Campeonato Mundial Persecución por Equipos (haciendo equipo con Casper von Folsach, Lasse Norman Hansen y Alex Rasmussen)

2015
- 3.º en el Campeonato Europeo en Persecución por equipos (haciendo equipo con Daniel Henning Hartvig, Lasse Norman Hansen y Casper Pedersen)

### Ruta
2010
- Chrono Champenois

2011
- Campeonato de Dinamarca Contrarreloj
- 2.º en el Campeonato Mundial Contrarreloj sub-23

2012
- Campeonato Europeo Contrarreloj sub-23

2013
- 2.º en el Campeonato de Dinamarca Contrarreloj

2014
- Campeonato de Dinamarca Contrarreloj
- Chrono Champenois

2015
- 2.º en el Campeonato de Dinamarca Contrarreloj

2017
- 1 etapa de la Ronde de l'Oise

2018
- Clásica de Loire-Atlantique
- 3.º en el Campeonato de Dinamarca Contrarreloj
- Dúo Normando (junto a Martin Toft Madsen)

2019
- Tour de Fyen
- Dúo Normando (junto a Mathias Norsgaard)